# Прежан, Элен
Элен Прежан (англ. Helen Prejean; род. 21 апреля 1939, Батон-Руж, Луизиана) — католическая сестра, монахиня, член Конгрегации Святого Иосифа, активная сторонница отмены смертной казни.

## Биография
Дочь медсестры и адвоката.
В 1957 г. вступила в католическую конгрегацию Сестёр Святого Иосифа. В 1962 г. окончила доминиканский колледж Святой Марии в Новом Орлеане, Луизиана. В 1973 г. в Университете Святого Павла в Оттаве получила степень мастера искусств. Преподавала в школе.
В 1981 г. включилась в борьбу за отмену в США смертной казни.
Её истории посвящены фильм «Мертвец идёт» (реж. Т. Роббинс, 1995) и одноименная опера «Dead Man Walking».

## Награды
Лауреат премии «Мир на земле» (Prix Pacem in Terris) (1998).

## Сочинения
- La Mort des innocents: un témoignage oculaire sur les exécutions arbitraires, Paris, Buchet-Chastel, 2007 (ISBN 978-2-283-02232-0)
- La Dernière Marche: une expérience du couloir de la mort, Paris, France Loisirs, 1996 (ISBN 2-7242-9572-2)